# Urticaria pigmentosa
La urticaria pigmentosa es una enfermedad de la piel poco frecuente que se incluye dentro del grupo de trastornos conocidos como mastocitosis. Está originada por la acumulación anormal en la piel de un tipo de célula denominada mastocito, la causa primitiva que la provoca es desconocida, aunque existen diferentes hipótesis. Se manifiesta por la aparición de lesiones en forma de pápula que se distribuyen en distintas partes de la piel y recuerdan por su aspecto a la urticaria, pero son de color marrón. La afección fue descrita por primera vez en 1869 por Nettleship y Tay. En ocasiones se asocia a manifestaciones en otros órganos, como el hueso y el hígado.

## Fisiopatología
Las manifestaciones en la piel se deben a la existencia de gran número de mastocitos en la misma, los cuales ante diferentes estímulos externos liberan histamina y otros mediadores de inflamación que provocan edema e inflamación en la dermis, estas lesiones se pigmentan por la actividad de los melanocitos situados en la unión entre dermis y epidermis.

## Pronóstico
El pronóstico en general es bueno, los síntomas tienden a mejorar con el paso de los años, desapareciendo en el 50% de los niños afectados cuando alcanzan la adolescencia.

## Tratamiento
No existe tratamiento curativo, se emplean antihistamínicos para mejorar los síntomas. Se recomienda a los pacientes evitar factores desencadenantes, entre ellos fricciones sobre la piel, cambios bruscos de temperatura, numerosos fármacos y determinados alimentos que facilitan la liberación de histamina: crustáceos, quesos viejos o fermentados, fresas, alcohol, chocolate, cacahuetes, nueces y frutos secos.